# Epimecis subalbida
Epimecis subalbida là một loài bướm đêm trong họ Geometridae.